# Mousse au Chocolat

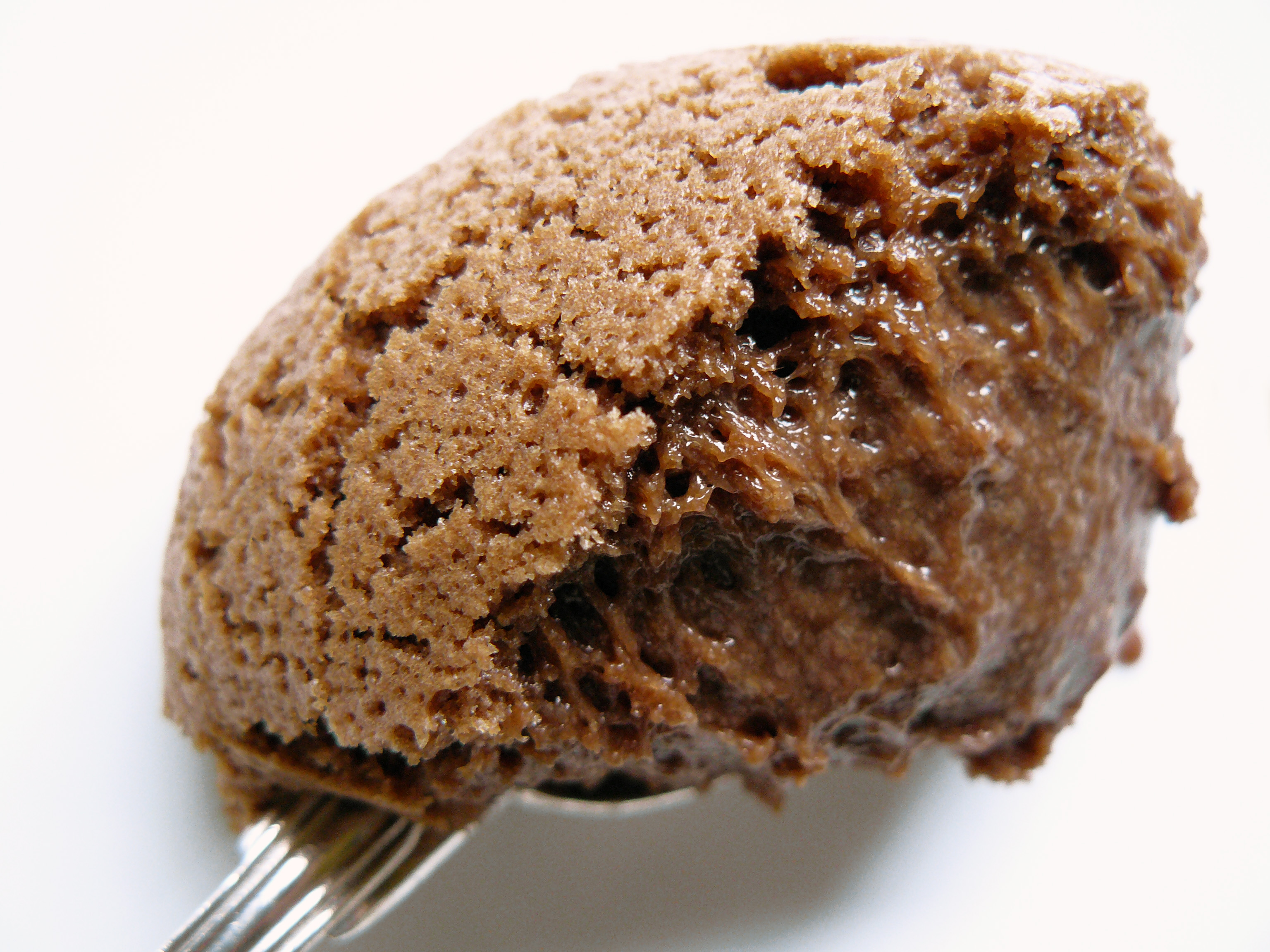
Ein Löffel Mousse au Chocolat

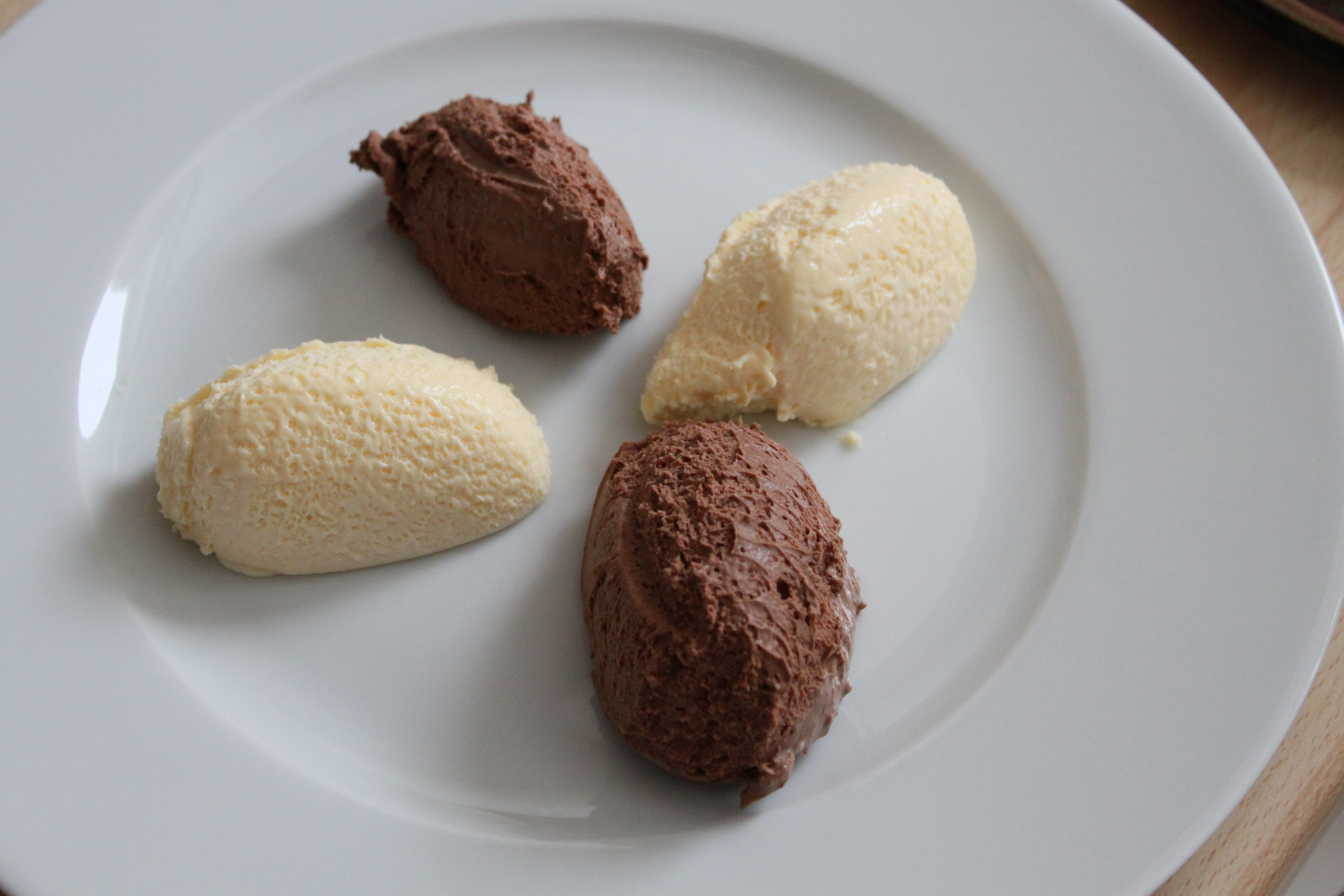
Mousse au Chocolat und weiße Mousse au Chocolat

Mousse au Chocolat [mus o ʃɔkɔ'la] (Französisch für Schokoladenschaum) ist eine klassische französische Nachspeise aus dunkler Schokolade, Ei und Zucker.
Zur Zubereitung wird Eigelb mit Zucker schaumig geschlagen und Bitterschokolade oder Blockschokolade geschmolzen. Die Schokolade wird unter die Eigelbmasse gezogen und schließlich Eischnee untergehoben. Nach einigen Stunden Kühlung kann die Mousse serviert werden.
Variieren lässt sich die Süßspeise durch die Verwendung von Butter, steifgeschlagener Sahne, anderen Schokoladensorten wie Milch- oder weißer Schokolade und durch die Zugabe von Spirituosen wie Rum, Cognac, Orangenlikör oder auch Kaffee.
Mousse au Chocolat wurde erstmals 1755 in einem Kochbuch von Menon schriftlich erwähnt.